# 2011年国家领导人列表

## 非洲
- 阿尔及利亚
  - 总统：（Abdelaziz Bouteflika）（1999年－）
  - 总理：艾哈迈德·奥亚希亚（Ahmed Ouyahia）（2008年－2012年）

- 安哥拉
  - 安哥拉总统：（José Eduardo dos Santos）（1979年－）
  - 总理：保罗·卡索马（Paulo Kassoma）（2008年－）
- 贝宁
  - 总统：亚伊·博尼（Yayi Boni）（2006年－）
- 博茨瓦纳
  - 总统：伊恩·卡马（Ian Khama）（2008年－）
- 布基纳法索
  - 总统：布莱兹·孔波雷（Blaise Compaoré）（1987年－）
  - 总理：泰尔蒂于·宗戈（Tertius Zongo）（2007年－2011年）
  - 总理：吕克-阿道夫·蒂奥（Luc-Adolphe Tiao）（2011年－）
- 布隆迪
  - 总统：皮埃尔·恩库伦齐扎（Pierre Nkurunziza）（2005年－）
- 喀麦隆
  - 总统：保罗·比亚（Paul Biya）（1982年－）
  - 总理：菲利蒙·杨（Philemon Yang）（2009年－）
- 佛得角
  - 总统：佩德罗·皮雷斯（Pedro Pires）（2001年－2011年）
  - 总统：豪尔赫·卡洛斯·丰塞卡（Jorge Carlos Fonseca）（2011年－）
  - 总理：若泽·马里亚·内维斯（José Maria Neves）（2001年－）
- 中非共和国
  - 总统：弗朗索瓦·博齐泽（François Bozizé）（2003年－）
  - 总理：福斯坦-阿尔尚热·图瓦德拉（Faustin-Archange Touadéra）（2008年－）
- 乍得
  - 总统：伊德里斯·德比（Idriss Déby）（1990年－）
  - 总理：艾玛纽埃尔·奈丁加尔（Emmanuel Nadingar）（2010年－）
- 科摩罗
  - 总统：艾哈迈德·阿卜杜拉·穆罕默德·桑比（Ahmed Abdallah Mohamed Sambi）（2006年－2011年）
  - 总统：伊基利卢·杜瓦尼纳（Ikililou Dhoinine）（2011年－）
- 刚果民主共和国
  - 总统：约瑟夫·卡比拉（Joseph Kabila）（2001年－）
  - 总理：阿道尔夫·穆基杜（Adolphe Muzito）（2008年－）
- 刚果共和国
  - 总统：德尼·萨索·恩格索（Denis Sassou Nguesso）（1997年－）
  - 总理：伊西多尔·姆武巴（Isidore Mvouba）（2005年－）
- 科特迪瓦
  - 总统：阿拉萨内·瓦塔拉（Alassane Ouattara）（2000年－）
  - 总理：纪尧姆·索罗（Guillaume Soro）（2007年－）
- 吉布堤
  - 总统：伊斯梅尔·奥马尔·盖莱（Ismail Omar Guelleh）（1999年－）
  - 总理：迪莱塔·穆罕默德·迪莱塔（Dileita Mohamed Dileita）（2001年－）
- 赤道几内亚
  - 总统：特奥多罗·奥比昂·恩圭马·姆巴索戈（Teodoro Obiang Nguema Mbasogo）（1979年－）
  - 总理：伊格纳西奥·米拉姆·坦恩（Ignacio Milam Tang）（2008年－）
- 厄立特里亚
  - 总统：伊萨亚斯·阿费沃尔基（Isaias Afwerki）（1993年－）
- 埃塞俄比亚
  - 总统：吉尔马·沃尔德-乔治斯（Girma Wolde-Giorgis）（2001年－）
  - 总理：梅莱斯·泽纳维（Meles Zenawi）（1995年－）
- 埃及
  - 总统：穆罕默德·胡斯尼·穆巴拉克（Muḥammad Ḥusnī Sayyid Mubārak）（2001年－2011年）
  - 埃及武裝部隊最高委員會主席：穆罕默德·海珊·坦塔維（Mohamed Hussein Tantawi Soliman）（2011年－2012年）
- 加蓬
  - 总统：罗斯·弗兰西娜·罗贡贝（Rose Francine Rogombé）（2009年）
  - 总理： 让·埃耶格·恩东（Jean Eyeghe Ndong）（2006年－）
- 冈比亚
  - 总统：叶海亚·贾梅（Yahya Jammeh）（1994年－）
- 加纳
  - 总统：约翰·阿塔·米尔斯（John Atta Mills）（2009年－）
- 几内亚
  - 几内亚国家民主和发展委员会主席：穆萨·达迪斯·卡马拉（Moussa Dadis Camara）（2008年－）
  - 总理：卡比内·科马拉（Kabine Komara）（2009年－）
- 几内亚比绍
  - 总统：马兰·巴卡伊·萨尼亚（Malam Bacai Sanhá）（2009年－）
  - 总理：卡洛斯·戈梅斯·茹尼奥尔（Carlos Gomes Júnior）（2009年－）
- 肯尼亚
  - 总统：姆瓦伊·基巴基（Mwai Kibaki）（2002年－）
  - 总理：拉伊拉·奥廷加（Raila Odinga）（2008年－）
- 莱索托
  - 国王：莱齐三世（Letsie III）（1996年－）
  - 首相：帕卡利塔·莫西西利（Pakalitha Mosisili）（1998年－）
- 利比里亚
  - 总统：埃伦·约翰逊-瑟利夫（Ellen Johnson-Sirleaf）（2006年－）
- 利比亚
  - 利比亚革命领导人：穆阿迈尔·卡扎菲（Muammar al-Gaddafi）（1969年－2011年）
  - 利比亚全国过渡委员会主席：穆斯塔法·阿卜杜勒·贾利勒（Abud Al Jeleil）（2011年－）
- 马达加斯加
  - 总统：安德里·拉乔利纳（Andry Nirina Rajoelina）（2009年—）
  - 总理：夏尔·拉贝马南贾拉（Charles Rabemananjara）（2007年－）
- 马拉维
  - 总统：宾古·瓦·穆塔里卡（Bingu wa Mutharika）（2004年－）
- 马里
  - 总统：阿马杜·图马尼·杜尔（Amadou Toumani Touré）（2002年－）
  - 总理：莫迪博·西迪贝（Modibo Sidibé）（2007年－）
- 毛里塔尼亚
  - 总统：穆罕默德·乌尔德·阿卜杜勒·阿齐兹（Mohamed Ould Abdel Aziz）（2008年－）
  - 总理：穆拉耶·乌尔德·穆罕默德·拉格达夫（Moulaye Ould Mohamed Laghdaf）（2008年－）
- 毛里求斯
  - 总统：阿内罗德·贾格纳特（Anerood Jugnauth）（2003年－）
  - 总理：纳温·拉姆古兰（Navin Ramgoolam）（2005年－）
- 摩洛哥
  - 君主：穆罕默德六世（Mohammed VI）（1999年－）
  - 首相：阿巴斯·法西（Abbas El Fassi）（2007年－）
- 莫桑比克
  - 总统：阿曼多·格布扎（Armando Guebuza）（2005年－）
  - 总理：路易莎·迪奥戈（Luisa Diogo）（2004年－）
- 纳米比亚
  - 总统：希菲凯普涅·波汉巴（Hifikepunye Pohamba）（2005年－）
  - 总理：纳哈斯·安古拉（Nahas Angula）（2005年－）
- 尼日尔
  - 总统：坦贾·马马杜（Tandja Mamadou）（1999年－）
  - 总理：赛义尼·奥马鲁（Seyni Oumarou）（2007年－）
- 尼日利亚
  - 总统：奥马鲁·亚拉杜瓦（Umaru Musa Yar'Adua）（2007年－）
- 卢旺达
  - 总统：保罗·卡加梅（Paul Kagame）（2000年－）
  - 总理：贝尔纳·马库扎（Bernard Makuza）（2000年－）
- 圣多美和普林西比
  - 总统：弗拉迪克·德梅内塞斯（Fradique de Menezes）（2001年－）
  - 总理：若阿金·拉斐尔·布兰科（Joaquim Rafael Branco）（2008年－）
- 塞內加尔
  - 总统：阿卜杜拉耶·瓦德（Abdoulaye Wade）（2000年－）
  - 总理：谢赫·哈吉布·苏马雷（Cheikh Hadjibou Soumaré）（2007年－）
- 塞舌尔
  - 总统：詹姆斯·米歇尔（James Michel）（2004年－）
- 塞拉利昂
  - 总统：欧内斯特·巴伊·科罗马（Ernest Bai Koroma）（2007年－）
- 索马里
  - 总统：阿丹·穆罕默德·努尔·马多贝（Adan Mohamed Nuur Madobe）（2008年－）
  - 总理：努尔·哈桑·侯赛因（Nur Hassan Hussein）（2007年－）
- 南非
  - 总统：雅各布·祖玛（Jacob Gedleyihlekisa Zuma）（2009年—）
- 苏丹
  - 总统：奥马尔·贝希尔（Omar al-Bashir）（1989年－）
- 斯威士兰
  - 君主：姆斯瓦蒂三世（Mswati III）（1986年－）
  - 首相：滕巴·德拉米尼（Themba Dlamini）（2003年－）
- 坦桑尼亚
  - 总统：贾卡亚·基奎特（Jakaya Kikwete）（2005年－）
  - 总理：迈曾戈·平达（Mizengo Pinda）（2008年－）
- 多哥
  - 总统：福雷·纳辛贝（Faure Gnassingbé）（2005年－）
  - 总理：吉尔贝·宏博（Gilbert Houngbo）（2008年－）
- 突尼斯
  - 总统：齐纳·阿比丁·本·阿里（Zine El Abidine Ben Ali）（1987年－2011年）
  - 总理：蒙瑟夫·馬佐基（Moncef Marzouki）（2011年－）
  - 总理：穆罕默德·盖努希（Mohamed Ghannouchi）（1999年－）
- 乌干达
  - 总统：约韦里·穆塞韦尼（Yoweri Museveni）（1986年－）
  - 总理：阿波罗·恩西班比（Apolo Nsibambi）（1999年－）
- 西撒哈拉
  - 总统：穆罕默德·阿卜杜勒-阿齐兹（Mohammed Abdelaziz）（1976年－）
  - 总理：阿卜杜勒-卡德尔·塔利布·奥马尔（Abdelkader Taleb Oumar）（2003年－）
- 赞比亚
  - 总统：鲁皮亚·班达（Rupiah Banda）（2008年－）
- 津巴布韦
  - 总统：罗伯特·穆加贝（Robert Mugabe）（1987年－）
  - 总理：摩根·茨万吉拉伊（Morgan Tsvangirai）（2008年－）

## 亚洲
- 阿富汗
  - 总统：哈米德·卡尔扎伊（Hamid Karzai）（2001年－）
- - 总统：伊阿久丁·艾哈迈德（Iajuddin Ahmed）（2002年－）
  - 总理：谢赫·哈西娜（Sheikh Hasina）（2009年－）
- 不丹
  - 国王：吉格梅·凯撒·纳姆加尔·旺楚克（Jigme Khesar Namgyal Wangchuck）（2006年－）
  - 首相：吉格梅·廷里（Jigme Thinley）（2008年－）
- - 苏丹：哈桑纳尔·博尔基亚（Hassanal Bolkiah）（1967年－）
- 柬埔寨
  - 国王：诺罗敦·西哈莫尼（Norodom Sihamoni）（2004年－）
  - 首相：（Hun Sen）（1998年－）
- 中华人民共和国:
  - 中共中央总书记
    - 胡锦涛（2002年－2012年）

  - 国家主席：胡锦涛（2003年－2013年）
  - 国务院总理：温家宝（2003年－2013年）
- 中華民國:
  - 總統：馬英九（2008年－）
  - 行政院院長：吴敦义（2009年－2012年）
- 东帝汶
  - 总统：若泽·拉莫斯·奥尔塔（José Ramos Horta）（2007年－）
  - 总理：沙纳纳·古斯芒（Xanana Gusmão）（2007年－）
- 印度
  - 总统：普拉蒂巴·帕蒂尔（Pratibha Patil）（2007年－）
  - 总理：曼莫汉·辛格（Manmohan Singh）（2004年－）
- 印度尼西亞
  - 总统：（Susilo Bambang Yudhoyono）（2004年－）
- 日本
  - 天皇：明仁天皇（Akihito）（1989年－）
  - 內閣總理大臣：
    - 菅直人（Naoto Kan）（2010年－2011年）
    - 野田佳彦（Noda Yoshihiko）（2011年－2012年）
- 哈萨克斯坦
  - 总统：努尔苏丹·纳扎尔巴耶夫（Nursultan Nazarbayev）（1991年－）
  - 总理：卡里姆·马西莫夫（Karim Masimov）（2007年－）
- - 最高领导人：金正日（Kim Jeong-il）（1994年－2011年）
  - 最高领导人：金正恩（Kim Jeong-un）（2011年－）
  - 最高人民议会常任委员长：金永南（Kim Yong-nam）（1998年－）
  - 内阁总理：崔永林（Choe Yong-rim）（2010年－）
- - 总统：李明博（Lee Myung Bak）（2008年－2013年）
  - 国务总理：金滉植（Kim Hwang-sik）（2010年－2013年）
- - 总统：库尔曼别克·巴基耶夫（Kurmanbek Bakiyev）（2005年－）
  - 总理：伊戈尔·丘季诺夫（Igor Chudinov）（2007年－）
- - 老挝人革党中央总书记：朱马利·赛雅贡（Choummaly Sayasone）（2006年－）
  - 国家主席：朱马利·赛雅贡（Choummaly Sayasone）（2006年－）
  - 政府总理：通邢·塔马冯（Thongsing Thammavong）（2010年－）
- 马来西亚
  - 最高元首：端姑米占·再纳·阿比丁（Tuanku Mizan Zainal Abidin）（2006年－）
    1. 首相：拿督斯里纳吉·阿都拉萨（2009年－）
- 马尔代夫
  - 总统：穆罕默德·纳希德（Mohamed Nasheed）（2008年－）
- 蒙古
  - 总统：查希亚·额勒贝格道尔吉（Tsakhiagiin Elbegdorj）（2009年－）
  - 总理：桑吉·巴亚尔（Sanjaagiin Bayar）（2007年－）
- 缅甸
  - 国家和平与发展委员会主席：丹瑞（Than Shwe）（1997年－2011年）
  - 总统：登盛（Thein Sein）（2011年－）
- 尼泊尔
  - 总统：拉姆·巴兰·亚达夫（Ram Baran Yadav）（2008年－）
  - 总理：普拉昌达（Prachanda）（2008年－）
- 巴基斯坦 -
  - 总统：阿西夫·阿里·扎尔达里（Asif Ali Zardari）（2008年－）
  - 总理：优素福·拉扎·吉拉尼（Yousaf Raza Gillani）（2008年－）
- 菲律賓
  - 总统：諾諾·艾奎諾（Benigno Aquino III）（2010年－）
- 新加坡
  - 总统：塞拉潘·纳丹（Sellapan Rama Nathan）（1999年－2011年）
  - 总统：陈庆炎（Tony Tan Keng Yam）（2011年－）
  - 总理：李显龙（Lee Hsien Loong）（2004年－）
- 斯里兰卡
  - 总统：马欣达·拉贾帕克萨（Mahinda Rajapakse）（2005年－）
  - 总理：拉特纳西里·维尔勒马纳亚克（Ratnasiri Wickremanayake）（2005年－）
- 塔吉克斯坦
  - 总统：埃莫马利·拉赫蒙（Emomali Rahmon）（1992年－）
  - 总理：阿基勒·阿基洛夫（Akil Akilov）（1999年－）
- 泰国
  - 国王：普密蓬·阿杜德（Bhumibol Adulyadej）（1946年－）
  - 总理：阿披实·威差奇瓦（Aphisit Wetchachiwa）（2008年－2011年）
  - 总理：英祿·西那瓦（Yingluck Shinawatra）（2011年－）
- 土库曼斯坦
  - 总统：古尔班古雷·别尔德穆罕默多夫（Gurbanguly Berdimuhammedow）（2006年－）
- 乌兹別克斯坦
  - 总统：伊斯拉姆·卡里莫夫（Islam Karimov）（1991年－）
  - 总理：沙夫卡特·米尔季约耶夫（Shavkat Mirziyayev）（2003年－）
- 越南
  - 越共中央总书记：农德孟（Nong Đuc Manh）（2001年－2011年）
  - 越共中央总书记：阮富仲（Nguyen Phu Trong）（2011年－）
  - 国家主席：阮明哲（Nguyen Minh Triet）（2006年－2011年）
  - 国家主席：张晋创（Truong Tan Sang）（2011年－）
  - 政府总理：阮晋勇（Nguyen Tan Dung）（2006年－）

## 欧洲
- 阿尔巴尼亚
  - 总统：巴米尔·托皮（Bamir Topi）（2007年－）
  - 总理：萨利·贝里沙（Sali Berisha）（2005年－）
- 安道尔
  - 大公：
    - 法国总统：
      1. 尼古拉·萨科齐（Nicolas Sarkozy）（2007年－2012年）

    - 西班牙乌赫尔地方主教：霍安·恩里克·比韦斯·西西利亚（Joan Enric Vives Sicília）（2003年－）

  - 首相：阿尔韦特·平塔特（Albert Pintat）（2005年－）
- 亚美尼亚
  - 总统：谢尔日·萨尔格相（Serzh Sargsyan）（2008年－）
  - 总理：季格兰·萨尔基相（Tigran Sarkisyan）（2008年－）
- 奧地利
  - 总统：海因茨·菲舍尔（Heinz Fischer）（2004年－）
  - 总理：维尔纳·法伊曼（Werner Faymann）（2008年－）
- 阿塞拜疆
  - 总统：伊利哈姆·阿利耶夫（Ilham Aliyev）（2003年－）
  - 总理：阿图尔·拉西扎德（Artur Rasizade）（2003年－）
- 白俄罗斯
  - 总统：亚历山大·卢卡申科（Aleksandr Lukashenko）（1994年－）
  - 总理：谢尔盖·西多尔斯基（Sergey Sidorsky）（2003年－）
- 比利时
  - 国王：阿尔贝二世（Albert II）（1993年－）
  - 首相：埃利奥·迪吕波（Elio Di Rupo）（2011年－）
- 波斯尼亚和黑塞哥维那
  - 主席团：
    - 塞族成员：内博伊沙·拉德曼诺维奇（Nebojša Radmanović）（2006年－）
    - 波族成员：哈里斯·西拉伊季奇（Haris Silajdžić）（2006年－）
    - 克族成员：热利科·科姆希奇（Željko Komšić）（2006年－）

  - 部长会议主席：尼古拉·什皮里奇（Nikola Špirić）（2007年－）
- 保加利亚
  - 总统：格奥尔基·珀尔瓦诺夫（Georgi Parvanov）（2002年－）
  - 部长会议主席：塞尔盖伊·斯塔尼舍夫（Sergey Stanishev）（2005年－）
- 克罗地亚
  - 总统：伊沃·約西波維奇（Ivo Josipović）（2010年－）
  - 总理：伊沃·萨纳德（Ivo Sanader）（2003年－）
- 捷克
  - 总统：瓦茨拉夫·克劳斯（Václav Klaus）（2003年－）
  - 总理：米雷克·托波拉内克（Mirek Topolánek）（2006年－）
- 塞浦路斯
  - 总统：季米特里斯·赫里斯托菲亚斯（Dimitris Christofias）（2008年－）
- 丹麦
  - 君主：玛格丽特二世（Margrethe II）（1972年－）
  - 首相：拉尔斯·勒克·拉斯穆森（Lars Løkke Rasmussen）（2009年－2011年）
  - 首相：赫勒·托寧-施密特（AHelle Thorning-Schmidt）（2011年－）
- 英國
  - 君主：伊莉莎白二世（Queen Elizabeth II）（1952年－）
  - 首相：大衛·卡麥隆（David Cameron）（2010年－）
- 俄罗斯
  - 总统：
    1. 德米特里·阿纳托利耶维奇·梅德韦杰夫（Дмитрий Анатольевич Медведев）（2008年－2012年）

  - 总理：
    1. 弗拉基米尔·弗拉基米罗维奇·普京（Владимир Владимирович Путин）（2008年－2012年）
- 法国
  - 总统：
    1. 尼古拉·萨科齐（Nicolas Sarkozy）（2007年－2012年）

  - 总理：
    1. 弗朗索瓦·菲永（François Fillon）（2007年－2012年）

- 德国
  - 总统：
    1. 克里斯蒂安·武尔夫（Christian Wulff）（2010年－2012年）

  - 总理：安格拉·默克尔（Angela Dorothea Merkel）（2009年－）

## 美洲
- 美国
  - 总统：贝拉克·奥巴马（Barack Hussein Obama II）（2009年－）
  - 副总统：乔·拜登（Joe Biden）（2009年－）
- 加拿大
  - 总理：史蒂芬·哈珀（Stephen Joseph Harper）（2006年－）
- 墨西哥
  - 总统：费利佩·卡尔德龙（Felipe de Jesús Calderón Hinojosa）（2006年－2012年）
- 阿根廷
  - 总统：克里斯蒂娜·费尔南德斯·德基什内尔（Cristina Fernández de Kirchner）（2007年－）
- 玻利维亚
  - 总统：埃沃·莫拉莱斯（Evo Morales）（2006年－）
- 巴西
  - 总统：路易斯·伊纳西奥·卢拉·达席尔瓦（Luiz Inácio Lula da Silva）（2003年－2010年）
- 智利
  - 总统：米歇尔·巴切莱特（Michelle Bachelet）（2006年－）
- 哥伦比亚
  - 总统：阿尔瓦罗·乌里韦（álvaro Uribe）（2002年－2010年）
- 厄瓜多尔
  - 总统：拉斐尔·科雷亚（Rafael Correa）（2007年－）
- 圭亚那
  - 总统：巴拉特·贾格迪奥（Bharrat Jagdeo）（1999年－）
  - 总理：萨姆·海因兹（Sam Hinds）（1999年－）
- 巴拉圭
  - 总统：费尔南多·卢戈（Fernando Lugo）（2008年－2012年）
- 秘鲁
  - 总统：阿兰·加西亚（Alan García）（2006年－2011年）
  - 总理：
    1. 豪尔赫·德尔卡斯蒂略（Jorge Del Castillo）（2006年－2008年）
    2. 耶乌德·西蒙（Yehude Simon）（2008年－）
- 苏里南
  - 总统：罗纳德·韦内蒂安（Ronald Venetiaan）（2000年－）
- 乌拉圭
  - 总统：何塞·穆希卡（José Alberto Mujica Cordano）（2010年－）
- 委内瑞拉
  - 总统：乌戈·查韦斯（Hugo Chávez）（1999年－2013年）